# Лицей № 11 (Челябинск)
Лице́й № 11 — среднее общеобразовательное учреждение Челябинска, расположенное в Советском районе на улице Тимирязева. Фактически школа №11 существует с 1920 года, но лицей как экспериментальная площадка был создан только в 1990 году.
Основной акцент в обучении сделан на многопрофильном образовании, которое вводится с 8 класса, на индивидуальном плане обучения, приходящий в 10 классе и разнообразии факультативов. Входит в рейтинг лучших школ России, Топ-100 лучших образовательных учреждений Российской Федерации по социально-экономическому, социально-гуманитарному и филологическому профилю. Лицей носит статус «Базовая школа Российской академии наук».
Здание лицея — выявленный объект культурного наследия.

## История
В 1920 году на базе бывшего еврейского начального училища была создана советская школа №11, одно из отделений которой располагалось в здании бывшей женской гимназии на улице Цвиллинга (ныне не существует).
В 1923 году при Челябинском педагогическом техникуме была создана опытно-показательная школа №11. Адрес школы будет меняться несколько раз. Только во второй половине 30-х годов школа поселится в 4-этажное здание на улице Тимирязева, где сейчас и расположен лицей №11. Оно построено в 1936 году в стиле советского неоклассицизма, предположительно, по проекту Р-30-2.
В 1936-1937 в здании размещался ЧГПИ, ныне ЮУрГГПУ, а в 1938 году в школе было организовано политехническое обучение.
В годы Великой Отечественной войны в здании школы №11 располагался эвагоспиталь, с 1943 года по 1952 год Челябинский механико-машиностроительный институт (1951-52 Челябинский политехнический институт, ныне ЮУрГУ), где в период с 1944 по 1947 работал советский конструктор тяжелых танков Николай Леонидович Духов.
В конце 50-х годов школа №11 становится семилеткой, позже благодаря школьной реформе время обучения увеличено до 10 лет. В 70-80-е годы директором учебного заведения была Екатерина Павловна Балашова. 

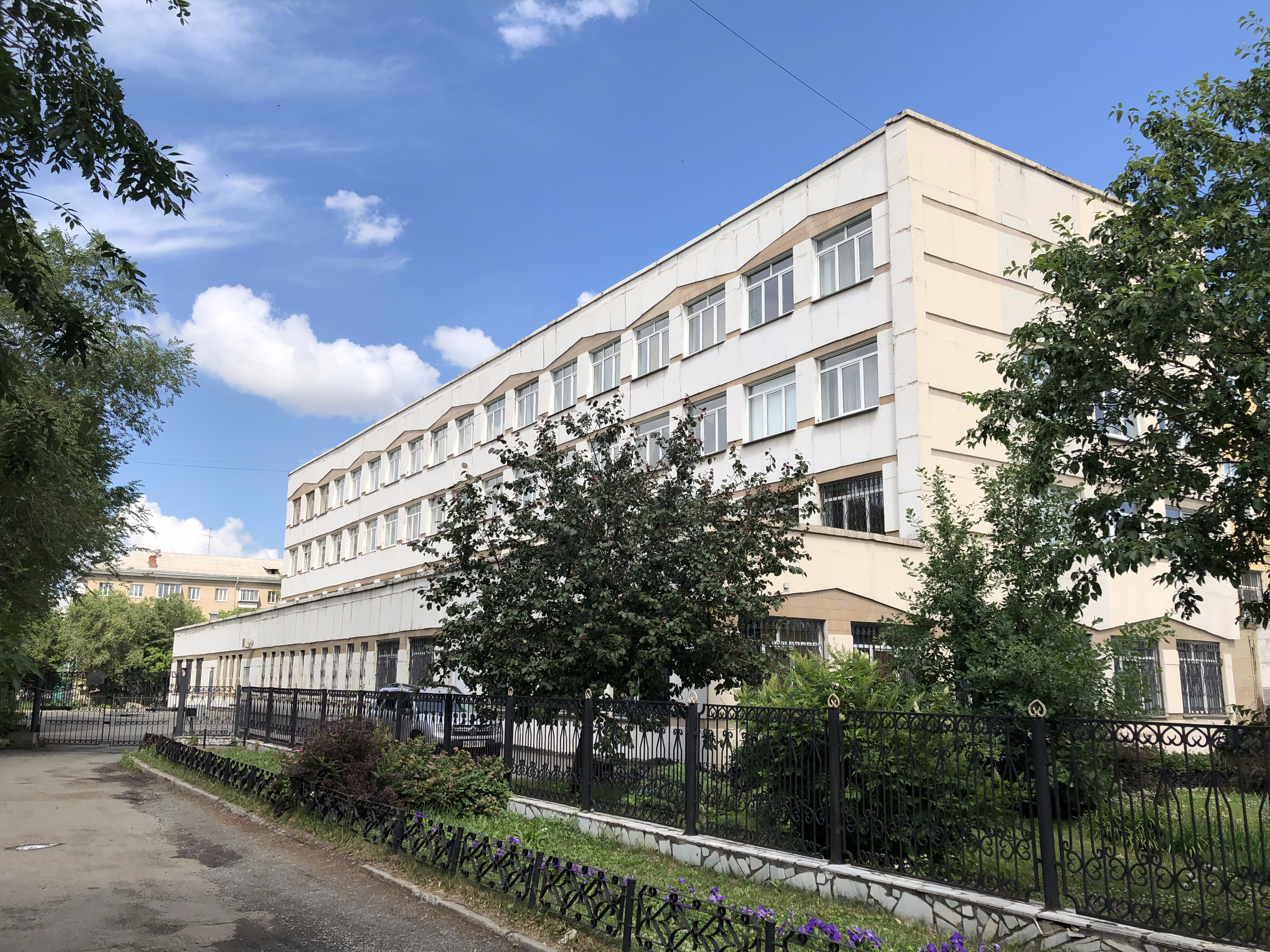
Корпус "Б"

С 1989 по 2011 год директором школы являлся Анатолий Германович Гостев. Под его руководством в 1990 году был создан МОУ "Лицей №11" как муниципальная экспериментальная площадка, которая в 1998 году получает статус федеральной. Для расширения школы к зданию были пристроены два дополнительных корпуса (Б и В). В это время разработана модель многопрофильного образования. В лицее существует четыре факультета - социально-экономический, физико-математический, естественно-научный и филологический. В 2002 году школа прошла аккредитацию с присвоением ей статуса лицей.

С 2011 года директором лицея №11 является Елена Владимировна Киприянова. В 2013 году открыта современная спортивная площадка, на строительство которой было выделено более 10 миллионов рублей.  В 2015 году установлена мемориальная доска в честь конструктора тяжелых танков Николая Леонидовича Духова. Открываются новые современные классы технологии, STA-студия школьной лиги Роснано, аналогов которой нет в большинстве регионов страны, проводится внутренний ремонт школы, появляется "культурный код лицея", на базе буфета создаётся школьное кафе, ведётся активное оснащение современным оборудованием научно-исследовательских лабораторий.

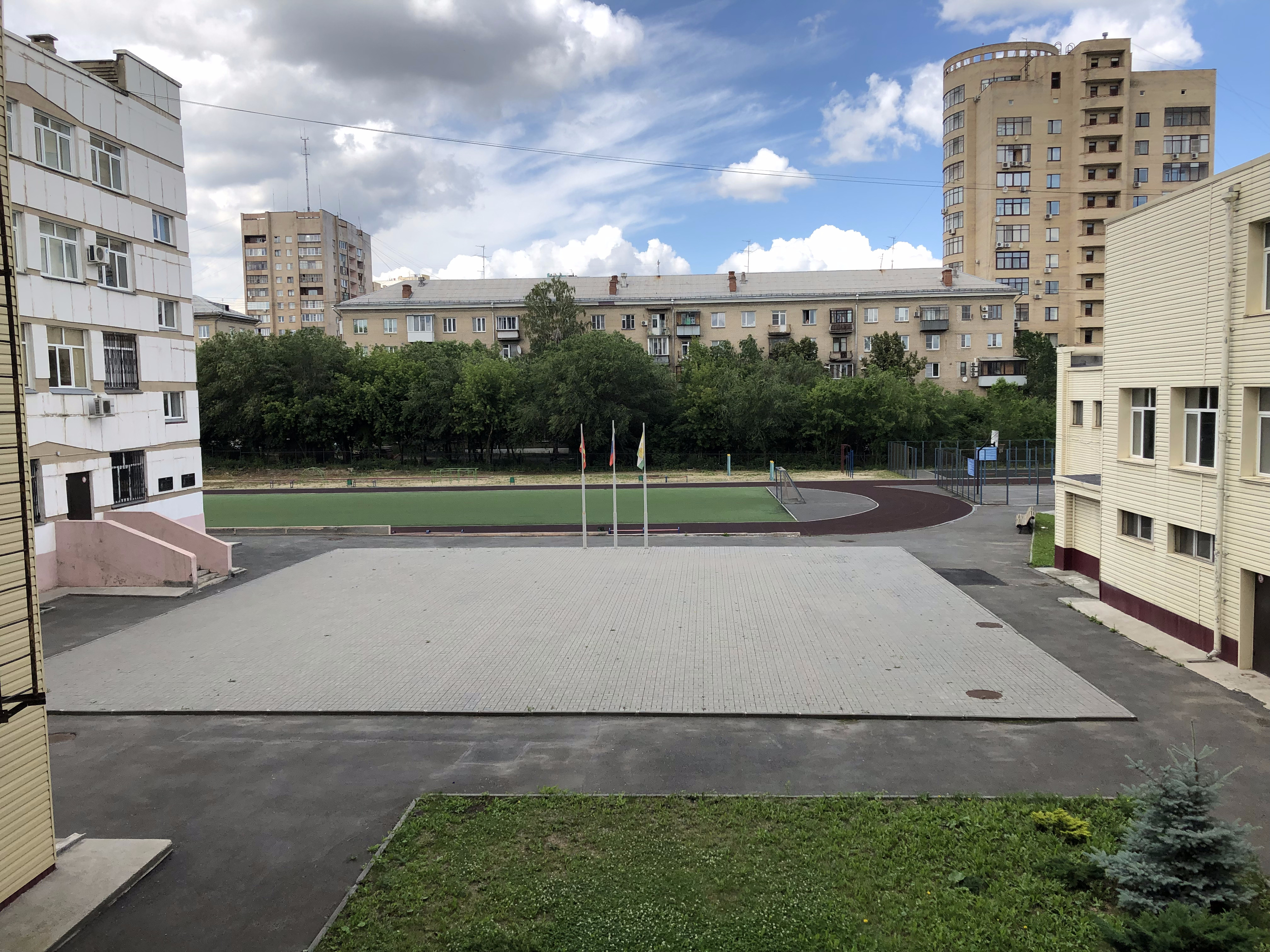
Новый стадион, построенный в 2013 году

В 2019 году стала опорной школой РАН.

## Деятельность
Количество педагогов в лицее в три раза больше, чем в обычной школе. 98% из них имеют высшую квалифицированную категорию, являются докторами и кандидатами наук. 
Всего в учебном заведении обучается более 1000 учеников. Ежегодно выпускники лицея показывают высокие показатели сдачи ЕГЭ, становятся призёрами и победителями олимпиад, поступают в ВУЗы Челябинска, Екатеринбурга, Москвы, Санкт-Петербурга, США, Германии, Чехии, Австралии, Канады.

## Школьные традиции
Ежегодно 19 октября во Дворце пионеров и школьников им Н.К.Крупской празднуется День Лицея.
Ежемесячно в учебное время выходит школьная газета "Переменка".

## Гимн Лицея
Один из символов лицея №11 - гимн. Муз. В. Ярушина, слова А. Коломейского.